# マックス・ヘッドルーム
マックス・ヘッドルーム（Max Headroom）は、1984年にイギリス「チャンネル4」の音楽番組のバーチャル司会者として登場したCGキャラクター。俳優マット・フリューワーをモデルとしている。同年映画化された。1986年にはコカ・コーラの100周年記念のCMのキャラクターとして採用。その後1987年にアメリカの制作会社ロリマー・テレピクチャーズが権利を買収し、ABCでテレビドラマとして全14話が放映された。日本ではテレビ放送に先んじてビデオソフトが発売されて人気になった。NHKは、 BS2でアメリカ版TVドラマを『マックス・ヘッドルーム』の題で14話中6話のみ放送されたのち、地上波の総合テレビで『未来テレビ局　ネットワーク23』として放送された他、CSでも放送され、またビデオソフトがRCAコロムビアから発売された。

## ストーリー
20分後の未来。そこは電源スイッチのない、消すと法律で罰せられることになっている点きっ放しのテレビが存在し、政治・経済などあらゆる物事がテレビの視聴率によって決定される世界でもある。世界には数千のテレビネットワークが存在し視聴率を競っているが、中でも「ネットワーク23」はトップクラスを誇っていた。
自分の名前を冠した調査報道番組を任されている敏腕レポーター、エディスン・カーターは、視聴者の連続変死事件を追っていたが、局上層部から取材を差し止められる。黒幕は社長のグロスマン。企画開発部門チーフを務める天才少年、ブライス・リンチが開発した、ザッピング阻止の為のCM圧縮技術「ブリップバート」の導入で視聴率を上げる事が出来たものの、実はこれには不活発な視聴者を爆裂死させるという恐るべき副作用が出ており、局としては明るみに出る事を抑えねばならなかったのだ。
新しいレポーターコントローラー、シオラ・ジョーンズの指示のもと、ブライスの存在に肉迫したエディスンは、ブリップバートの副作用の様子を収めた映像を目の当たりにする。だが録画には失敗し、エディスン自身も捕まってしまった。グロスバーグの命令を受けたブライスは、エディスンがどこまで知っているか割り出そうと、コンピューターでエディスンの記憶を引き出して数値化、再構成した。かくてエディスンの分身、自我と人格を持ったコンピュータグラフィックス、マックス・ヘッドルームが誕生する。
なお、マックス・ヘッドルームとは「Max Headroom」（高さ制限）の事で、地下駐車場の規制バーに頭を打ち付けて気絶するエディスンが最後に見た物であり、その記憶から再構成されたマックスが最初に繰り返し口走った事に由来するが、これは、いわゆる「トーキングヘッド」を意味する「マックスの頭の部屋」との洒落も入っている。

## 世界観とビジュアル
物語上ではエディスンの人格のコンピュータ上への再構成ということになっているマックス・ヘッドルームのビジュアルは、そのインパクトから多数のメディアへ再露出し、あるいは引用されたが、テレビドラマとしては必ずしも成功した部類に入らないようだ。
各話には必ず『現在』起きている問題に基づくテーマがある。それを極端化して『20分後の未来』の事件に置き換えて、エディスンやその他の人々がクローズアップしてみせる、という手法になっている。テーマはTVによる総白痴化、マスメディアの知る権利とプライバシーの問題、企業の利益追求と倫理、ニュースのエンターテインメント化や報道過熱によるやらせや捏造など、放映当初の1980年代『現在』だけではなく、21世紀『現在』でも通用する普遍的なものである。
このためビジュアルとしてはポップでパンクであるにもかかわらず、テレビドラマとしてはいささか重い内容である。そのためか、2シーズン目の途中で打ち切りになり最終話は制作されたが放映されなかった。
マックスのCGは、単純な線でできた立方体の鉄格子のようなものが動き回る中、CGで合成されたことになっているマックスが表情豊かに軽快なおしゃべりをするというものである。このCGは、1980年代のCG技術の限界もあるためか、実際にはエディスンをも演じているマット・フリューワーにしわや髪の毛・歯などの細かいディテールを消す特殊メイクを施し、テカテカのジャケットを着せて極端なライティングをした状態で撮影し、コマを飛ばしたり繰り返したりして非人間的な動きに仕立て上げた実写で作られたCGもどきである。マット・フリューワーはエディスンを演じるときはクールでやや暴力的で抑えた動きをしているが、マックスを演じるときは笑顔をベースとするひょうきんな動きをすることで、よりコンピュータ合成的な対比を強めている。音声もこれに合わせて語尾を繰り返したりピッチチェンジャーで上げたり下げたりしているのは、現在のヒップホップ・歌謡曲のはしりをも思わせる。
この他、主にテレビ局のコントロールのスクリーンに登場するCGも、ワイヤーフレームが主体である。CGとしては決して高度な部類に入らないが、後述する装置等の美術と相まって、奇妙な未来感を演出している。
エディスン達が活躍する『20分後の未来』は総人口は3億で、近未来の荒廃した都市を思わせる。都市部の人々は過密な雑居ビルに住まい、自由を求めて社会保障を捨てた人々は荒れ果てた『外辺』に住んでいることになっている。多くのシーンではスモークが焚かれ荒廃感を演出している。作中で登場する多国籍企業「ZikZak社」は本社がNew Tokyoにあり会長の名前はチャンであるように、東洋の入り混じった西洋になっている。また「ナードの天才少年が人間性に目覚める」などの1990〜2000年代的なプロットもある。
人々がテレビに依存し、また物事もテレビを基準として動く社会を演出するために、スラム街である『外辺』でも無造作にTVセットが積み上げられ、常に人々はテレビに依存した生活をしている。また世界は数多くのテレビカメラによって常に監視されており、テレビ受像機ですら双方向で視聴者を撮影しているという設定になっている。この設定により、テレビ局内の世界中にあるテレビカメラやデータベースに自由にハッキングできる技量があるコントロールがレポーターに警備員の数を教えたり、取材対象の位置などの情報を教えて、突撃取材のガイドをする、ということになっている。
作中のハイテク機器は、すべてレトロな雰囲気である。コンピュータの端末はストロークが深いタイプライターのキーボードであり、マウスやウィンドウシステムといったGUIは登場せず、登場人物がキーボードを高速でタイピングしハッキングをする。コンピュータのディスプレイやTV受像機などは液晶・フラットパネルどころか、ブラウン管で角が丸い、1980年代からみても古典の部類の表示デバイスである。

## イギリス版キャスト
- エディスン・カーター (Edison Carter) (マックス・ヘッドルーム)：マット・フリューワー
- シオラ・ジョーンズ (Theora Jones)：アマンダ・ペイズ
- ブライス・リンチ (Bryce Lynch)：ポール・スパリアー
- マーリィ (Murray)：ロジャー・スローマン
- ベン・シェビオット (Ben Cheviot)：コンスタンチン・グレゴリー
- グロスマン (Grosman)：ニコラス・グレース
- ブロイグル (Breughel)：ヒルトン・マクレー
- マーラー (Mahler)：ジョージ・ロッシ
- ドミニク (Dominique)：ヒラリー・ティンドール
- レッジ：ウィリアム・M・シェパード

## アメリカ版キャスト
- エディスン・カーター：マット・フリューワー（声・谷口節）
- マックス・ヘッドルーム：マット・フリューワー（声・山寺宏一）
- シオラ・ジョーンズ：アマンダ・ペイズ（声・弥永和子）
- ブライス・リンチ：クリス・ヤング（声・松野太紀）
- マーリイ（「エディスン・カーター・ショウ」ディレクター）：ジェフリー・タンバー（声・坂口芳貞）
- ベン・シェビオット（ネットワーク23新社長）：ジョージ・コー（声・山内雅人）
- ネッド・グロスバーグ (Ned Grossberg)（ネットワーク23社長・英国版のグロスマン）：チャールズ・ロケット（声・仲村秀生）
- ブロイグル：ジェレ・バーンズ
- マーラー：リック・ダコマン
- レッジ：ウィリアム・M・シェパード（声・渡部猛）
- ドミニク：コンセッタ・トメイ

## アメリカ版スタッフ
- 製作総指揮：ピーター・ワッグ (Peter Wagg)
- 製作：ブライアン・フランキシュ (Brian E. Frankish)

## サブタイトル一覧
タイトルは『1988年にRCAコロンビアから発売された日本版ビデオでのタイトル/イギリス・アメリカ版タイトル(初放映年月日)』である。

1990年にNHKで放送された際の日本語タイトルは、ビデオ版のタイトルとは異なっていた。
- イギリス版
イギリス版はほぼアメリカ版の第1話と同内容のプロットとなっている。
  - (日本版なし)/20 Minutes Into the Future (1985年4月4日)
- アメリカ版第1シーズン
  1. マックス誕生/Blipverts (1987年3月31日)
  2. 殺人スポーツ・レイキング/Rakers (1987年4月7日)
  3. 謎の人体バンク/Body Banks (1987年4月14日)
  4. マックス Vs. 人工知能/Security Systems (1987年4月21日)
  5. 近未来ネットワーク戦争/War (1987年4月28日)
  6. ハッカー集団ブランクス/The Blanks (1987年5月5日)
- アメリカ版第2シーズン
  1. 天才少年養成アカデミー/Academy (1987年9月18日)
  2. 美人伝道師の誘惑/Deities (1987年9月25日)
  3. 宿敵グロスバーグの逆襲/Grossberg's Return (1987年10月2日)
  4. 死を呼ぶ電波催眠/Dream Thieves (1987年10月9日)
  5. 超未来テレビ・ゲーム・ショーの秘密/Whackets (1987年10月16日)
  6. 超現象・眩惑のブレスレット/Neurostim (1988年4月28日)
  7. 秘密教育組織 Vs. 検閲システム/Lessons (1988年5月5日)
  8. スーパー・ベイビー誘拐！/Baby Grobags (米国未放映)

## TVCM
日本では、1991年キヤノン・ゼロワンショップのCMにマックスが起用されたほか、タレントの山田邦子が清涼飲料水ファイブミニのCMでマックス・ヘッドルームを模したキャラクターに扮したこともある。アメリカでは、コカ・コーラのCMに起用されている。

## ディスコグラフィ
- アート・オブ・ノイズ featuring Max Headroom / Paranoimia (1986)

## その他
アメリカのラッパー、エミネムの楽曲『Rap God』のミュージック・ビデオはマックス・ヘッドルームのパロディになっている。